# Cyclopia filiformis
Cyclopia filiformis är en ärtväxtart som beskrevs av Pauline Kies. Cyclopia filiformis ingår i släktet Cyclopia, och familjen ärtväxter. Inga underarter finns listade i Catalogue of Life.

## Bildgalleri